# Andrej Kvašňák
Andrej Kvašňák (Košice, 16 maggio 1936 – Praga, 18 aprile 2007) è stato un calciatore cecoslovacco, di ruolo centrocampista.Giocò principalmente nello Sparta Praga. Perno di centrocampo, lento e piuttosto sgraziato ma dotato di ottimo senso della posizione, precisione nei passaggi e carisma. Fu una colonna della nazionale cecoslovacca degli anni '60, per la quale giocò 47 partite segnando 13 reti.

## Palmarès

### Club

#### Competizioni nazionali
- Campionato cecoslovacco: 2

Sparta Praga: 1964-1965, 1966-1967
- Coppa di Cecoslovacchia: 1

Sparta Praga: 1964

#### Competizioni internazionali
- Coppa Mitropa: 1

Sparta Praga: 1964